# Tortola
Tortola a Brit Virgin-szigetek legnagyobb szigete.  A helyiek úgy tartják, hogy a Tortola nevet Kolumbusz Kristóf adta a szigetnek (land of the Turtle Dove), bár Kolumbusz valójának Santa Anának nevezte. A későbbi holland telepesek a Ter Tholen nevet adták neki a Hollandia nyugati partja mentén fekvő sziget után. Az utánuk érkező britek a nevet a mai Tortola alakra változtatták.

## Története
Az első európai, aki Tortolát megpillantotta  Kolumbusz Kristóf volt. Kolumbusz a legenda szerint a 4. században vértanúhalált halt Szent Orsolyáról és 11 000 szűz kísérőjéről nevezte el a napjainkban Brit Virgin-szigetekként és Amerikai Virgin-szigetekként ismert szigetcsoportot. Bár a spanyolok többször is megpróbáltak letelepedni a szigeteken, az első állandó lakók kalózok, többek közt Feketeszakáll és William Kidd voltak.
A 17. században az angolok, akik sikeresen bitorolták el a hollandoktól a területet, állandó gyarmati települést hoztak létre Tortolán és a környező szigeteken. A következő 150 évben az Afrikából átszállított rabszolga munkaerőtől nagymértékben függő cukornádipar határozta meg Tortola történelmét. A 19. század közepétől, a rabszolgaság eltörlésétől fogva ez a gazdasági ág visszaszorult. Ekkoriban a fehér földbirtokosok nagy része elhagyta a Brit Virgin-szigeteket, de a politikai kapcsolat a szigetek és a britek közt megmaradt.
Az 1960-as évek második felében Ken Bates, brit üzletember megkísérelte 199-évre bérbe venni a szigeteket, de a tortolai Noel Loyd által vezetett tiltakozó megmozdulások meghátrálásra késztették a helyi kormányt.  Napjainkban a róla elnevezett park és a parkban álló szobor állít emléket neki.

## Földrajza
Tortola egy 19 km hosszúságú, 5 km szélességű, 55,7  km² területű hegyekkel tarkított sziget. A szigetet vulkáni tevékenység hozta létre, legmagasabb pontja 530 m. Tortola egy törésvonal közelében fekszik, a kisebb földrengések gyakoriak.

## Gazdasága
Tortola lakosainak száma 23 908. A legnagyobb település Road Town, a Brit Virgin-szigetek fővárosa.
A sziget legfőbb bevételi forrását az offshore pénzügyi szolgáltatások jelentik. Az 1980-as évek elején elfogadott International Business Companies Act (törvény a nemzetközi vállalkozásokról), mely lehetővé tette külföldi vállalkozások bejegyzését a szigeteken, hozzájárult az állami bevételek jelentős mértékű növekedésékez. A szigeten számtalan offshore cég telepedett le, melyek a világ minden részén folytatnak üzleti tevékenységet.  A BVI lakói a kelet-karibi térség legtehetősebbjei közé tartoznak. A szigetekre sok munkavállaló érkezik más karibi szigetekről.
Bár a Brit Virgin-szigetek  az Egyesült Királyság tengerentúli területe, az Amerikai Virgin-szigetekhez való közelsége és a vele folytatott jelentős kereskedelme miatt hivatalos pénzneme mégis az USA dollár.

## Látványosságok
A legszebb partok a sziget északi részén találhatók: Smuggler's Cove, Long Bay, Cane Garden Bay, Brewer's Bay, Josiah's Bay és Lambert beach. A parti tevékenység mellett számos helyen lehet vitorlázni, szörfölni, búvárkodni, kirándulni. A sziget a nagy  utasszállító tengerjáró hajók kedvenc kikötő helye.

## Közlekedés
Tortolát tengeren és légi úton lehet elérni.
A Tortolára érkező repülőgépek a Terrance B. Lettsome nemzetközi repülőtéren szállnak le. A repülőtér a Tortolától keletre fekvő, közeli Beef Islanden fekszik, ezt a szigetet a Queen Elizabeth II Bridge köti össze Tortolával. Az American Eagle, a Cape Air és az Air Sunshine menetrend szerinti járatokat közlekedtet innen San Juanra. Az Island Birds charter légitársaság San Juan-ra, St Thomas-ra, Antigua-ra és St Maarten-re repül. Tortolán számos taxi áll a - különösen a nagy tengerjáró hajók kikötésekor megnövekvő számú - turista rendelkezésére..
A szigetek között több hajóstársaság üzemeltet kompokat is. Ezek elsősorban az Amerikai Virgin-szigetekkel biztosítanak vízi összeköttetést.

## Oktatás
A Brit Virgin-szigeteken több állami iskola működik.

## Nevezetes tortolai személyek
- Iyaz énekes a tortolai Carrot Bay-ből származik.

## Galéria

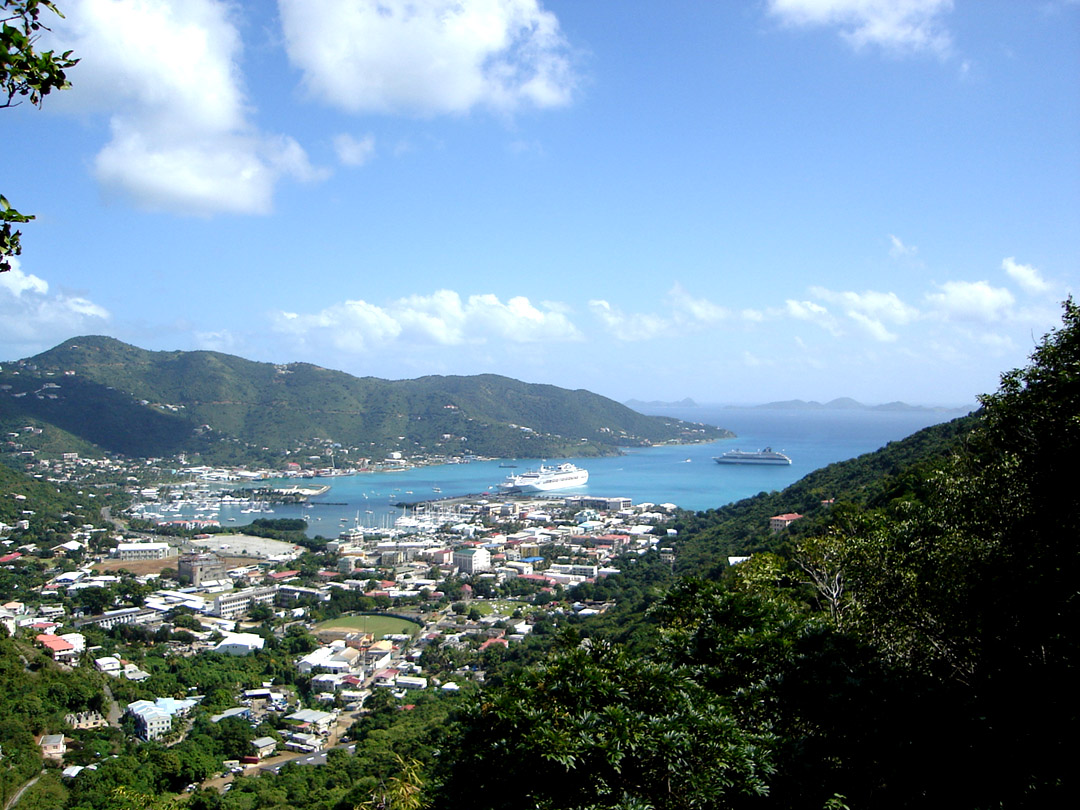
Road Town
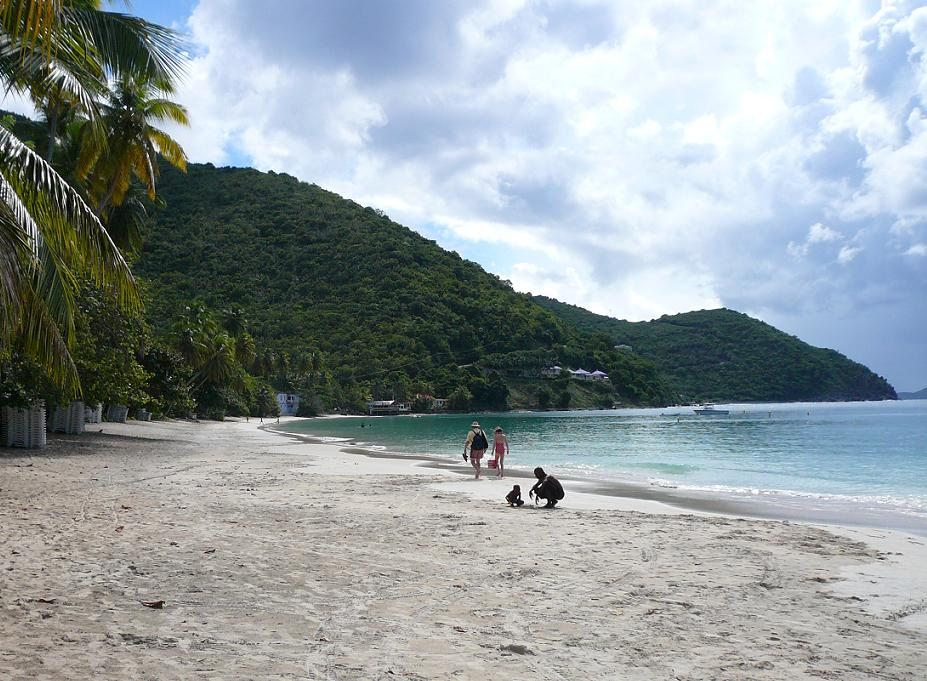
Cane Garden Bay
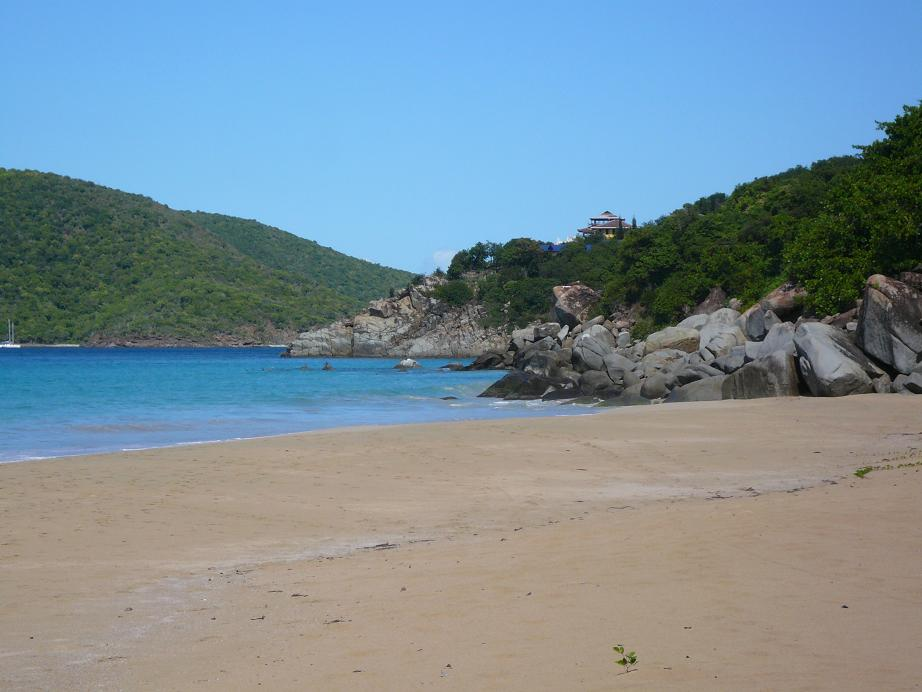
Lambert Beach
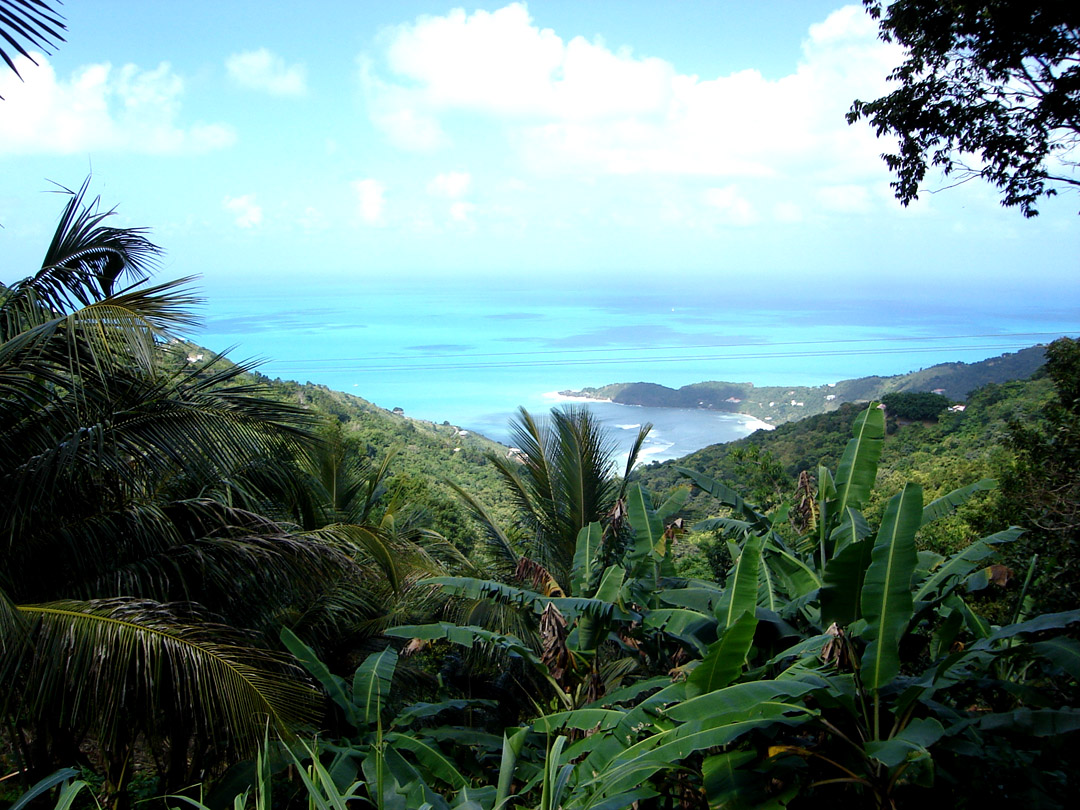
Az északi part látképe
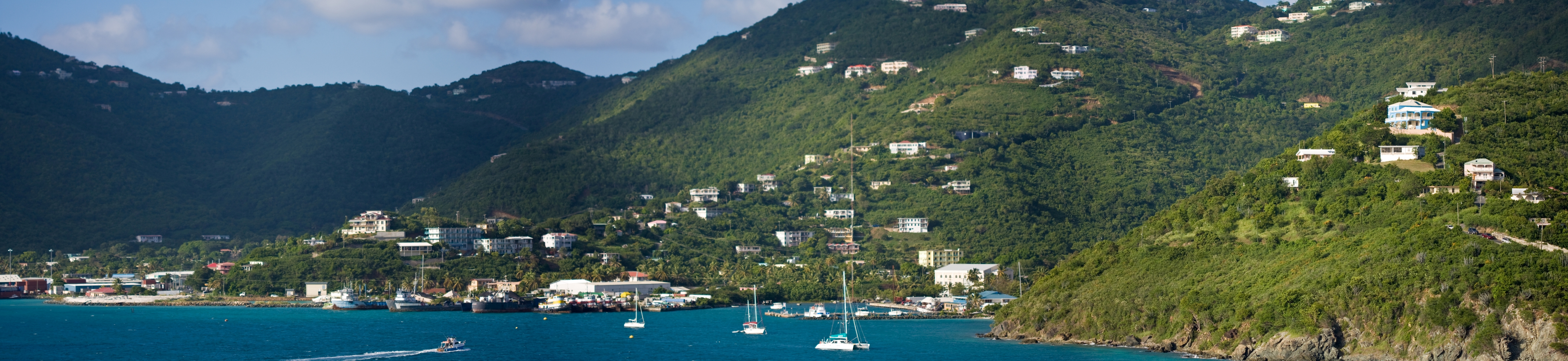
A kikötő panorámaképe

## Fordítás
- Ez a szócikk részben vagy egészben  a   Tortola című angol Wikipédia-szócikk ezen változatának fordításán alapul.  Az eredeti cikk szerkesztőit annak laptörténete sorolja fel. Ez a jelzés csupán a megfogalmazás eredetét és a szerzői jogokat jelzi, nem szolgál a cikkben szereplő információk forrásmegjelöléseként.